# Spoorlijn Odense - Middelfart
De spoorlijn Odense - Middelfart was een lokale spoorlijn op Funen in Denemarken. De lijn liep min of meer parallel met de lijn Kopenhagen - Fredericia, die ook tussen Odense en Middelfart loopt.

## Geschiedenis
De spoorlijn werd op 5 december 1911 in gebruik genomen door de Nordvestfyenske Jernbane (OMB) en liep vanaf Odense in noordwestelijke richting via Brenderup naar Middelfart. Op 1 april 1966 werd de spoorlijn gesloten.

## Huidige toestand
Thans is de lijn volledig opgebroken. Alle stationsgebouwen langs de lijn bestaan nog wel (2002).